# Convolvulus korolkowii
Convolvulus korolkowii är en vindeväxtart som beskrevs av Eduard August von Regel och Schmalh.. Convolvulus korolkowii ingår i släktet vindor, och familjen vindeväxter. Inga underarter finns listade i Catalogue of Life.